# Eugenio Maccagnani

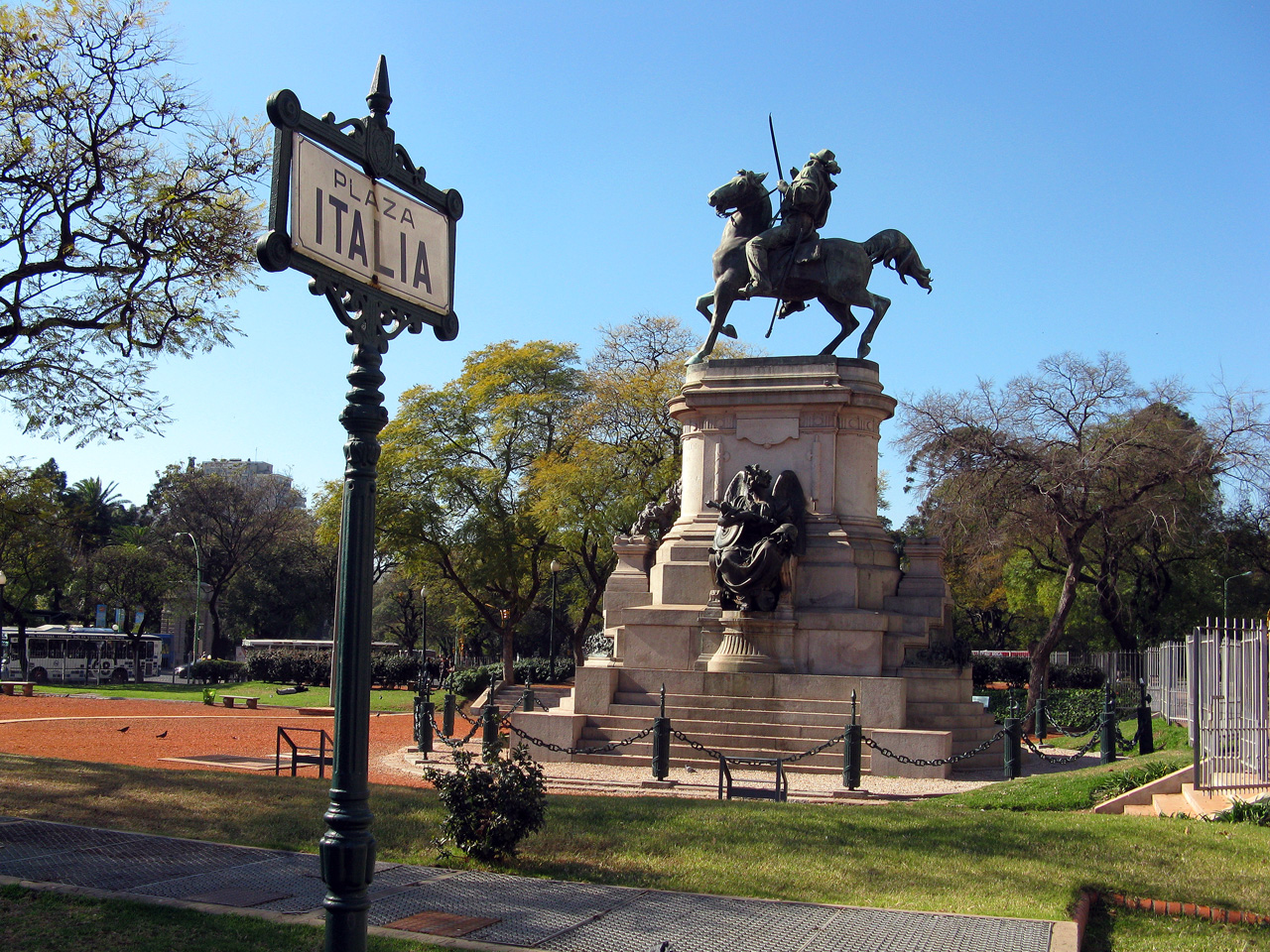
Het ruiterstandbeeld van Giuseppe Garibaldi werd op 19 juni 1904 onthuld op Plaza Italia in Buenos Aires

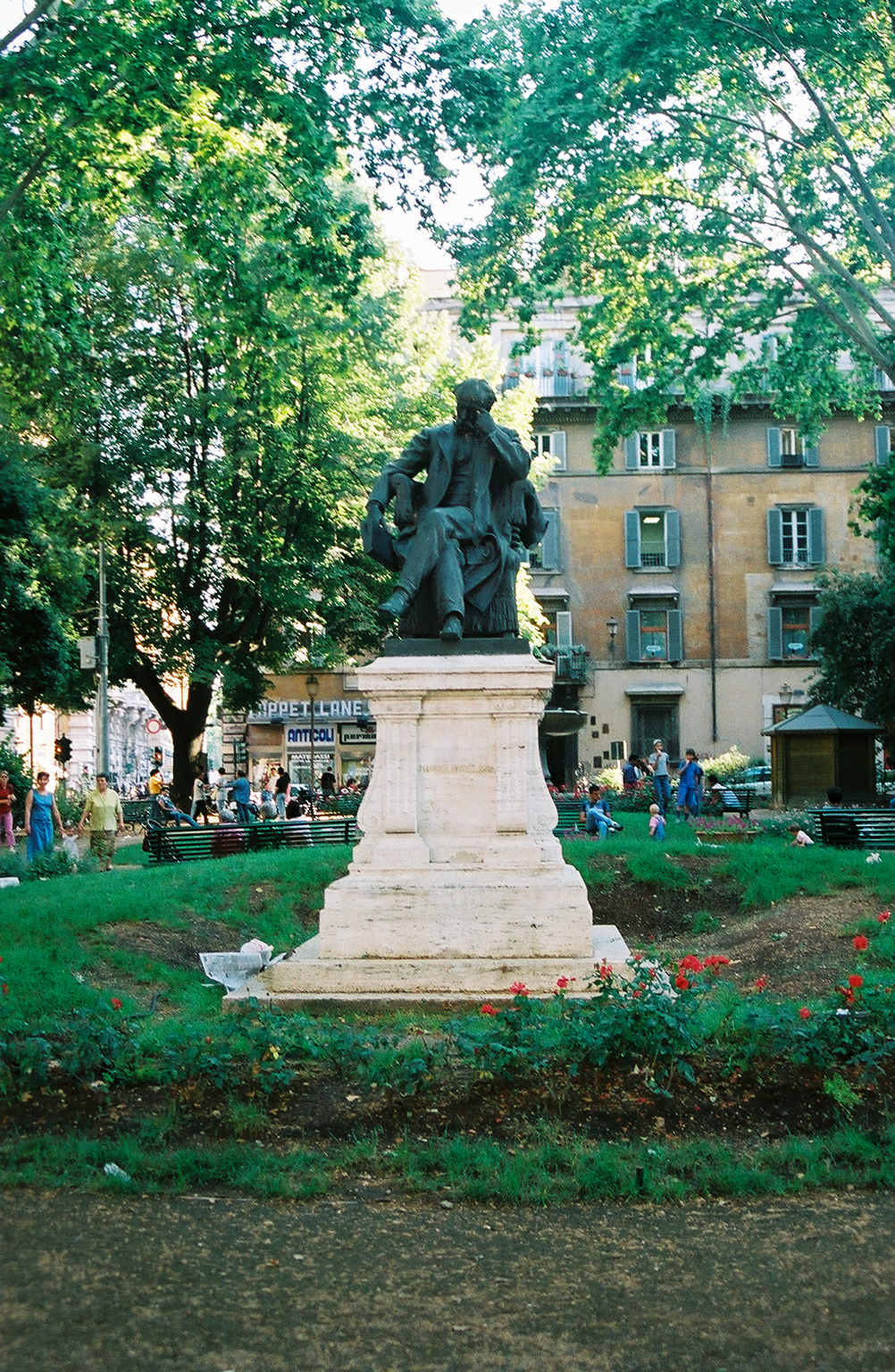
Het monument voor de Italiaanse politicus Federico Seismit-Doda in Rome (piazza Benedetto Cairoli) uit 1906

Eugenio Maccagnani (Lecce, 4 april 1852 – Rome, 19 maart 1930) was een Italiaanse beeldhouwer.

## Biografie
Eugenio Maccagnani was een zoon van Mattia Maccagnani, een goudsmid, en Rosa Grassi. Op nog zeer jonge leeftijd ging hij in 1865 aan het werk in de werkplaats van zijn oom Antonio Maccagnani, die vermaard was vanwege zijn kunstige creaties in papier-maché. Hier deed hij zijn eerste ervaringen op met het modelleren van figuren. Tegelijkertijd kreeg hij tekenles van een andere oom, de schilder Giovanni Grassi. Zo maakte hij portretten van zijn vader met olieverf, maar ook uit steen. Verder maakte hij enige basreliëfs van beroemde of mythologische personages. Ook maakte hij enkele proefstukken in hoogreliëf.
In 1869 presenteerde hij een kopie in aardewerk van de beeldengroep De Roof van Polyxena van Pio Fedi. Daarop gaf de Provincieraad van Otranto hem voor zes jaar een toelage van 500 lire (het jaar daarop verhoogd tot 800 lire), zodat hij in Rome kon studeren. In 1871 verhuisde hij naar Rome en bezocht daar de Accademia di San Luca en het atelier van de beeldhouwer Ercole Rosa. In de jaren hierna werkte hij voor reeds gevestigde beeldhouwers en maakte hij vooral schetsen.
In zijn carrière kreeg Maccagnani diverse prijzen en onderscheidingen. In 1877 won hij een concours met het gipsen beeld Spartacus. In 1878 was hij aanwezig bij de Wereldtentoonstelling in Parijs en in het volgende jaar nam hij deel aan de Nationale Tentoonstelling in Turijn. Met de marmeren buste Aspasia viel hij daar in de prijzen “vanwege zijn inzicht en wijde blik en vanwege de perfecte uitbeelding”. Ook zijn beeldengroep Gevecht van murmillo met retiarius kreeg een prijs omdat het “opvallend <was> in zijn bijzonder krachtige uitwerking van de spieren”. Ook toonde hij hier zijn Arabier op een kameel, een wat kleiner werk in brons. Dit was het startpunt van een lange reeks beeldhouwwerken in kleiner formaat.
Het meest bekende deel van zijn carrière ligt in het Monument voor Victor Emanuel II in Rome (het Vittoriano). Hier werkte hij vanaf 1884 onder leiding van Giuseppe Sacconi aan een groot deel van het beeldhouwwerk: de zegetekens op de hoeken, de sokkels van de triomfzuilen bij de ingangspartij, het beeld Oorlog en op de sokkel van het ruiterstandbeeld van Victor Emmanuel II de veertien standbeelden die de belangrijkste Italiaanse steden symboliseren.
Hij kreeg twee gouden medailles op de Wereldtentoonstelling van Parijs in 1889 en die van 1900. Een deel van zijn werken wordt bewaard in de Galleria nazionale d'arte moderna e contemporanea in Rome. De bronzen beelden in de Jozefs- of Spaanse kapel in de basiliek van Loreto zijn van zijn hand. Ook van hem zijn de beelden van de apostel Thomas in de Sint-Paulus buiten de Muren basiliek in Rome en de Honger in het Paleis van Justitie van Rome. Ook maakte hij monumenten voor koning Victor Emmanuel II in Lecce (piazza Vittorio Emanuele) en voor Federico Seismit-Doda in Rome (piazza Cairoli) en ruiterstandbeelden van Garibaldi in Buenos Aires en in Brescia (piazza Garibaldi).
Een van zijn leerlingen was Salvatore Bruno.
Maccagnani stierf op 19 maart 1930 te Rome en ligt begraven op de begraafplaats van Lecce.

## Enkele werken
- 1878 - Buste van Alessandro Manzoni, Lecce, Biblioteca Provinciale
- 1879 - Buste van koning Vittorio Emanuele II, Lecce, Museo provinciale Castromediano
- 1880 - Retiarius en Murmillo, Lecce, Palazzo Carafa
- 1882/1889 - Monument voor koning Vittorio Emanuele II, Lecce
- 1885 - Thomas de Apostel, Rome, Basiliek van Sint-Paulus buiten de Muren
- 1889 - Monument voor Giuseppe Garibaldi, Brescia
- 1891 - Pompeiana, Lecce, Museo Provinciale
- 1898/1906 - Monument voor Giuseppe Garibaldi, Buenos Aires
- 1905/1906 - Monument voor Federico Seismit-Doda, Roma, Piazza Benedetto Cairoli